# Dansatoarea din Atlantida
Dansatoarea din Atlantida (1971) (titlu original The Dancer from Atlantis) este un roman science fiction scris de Poul Anderson. A apărut inițial în august 1971 la editura Nelson Doubleday / SFBC și în ianuarie 1972 la editura Signet / New American Library.   În 1996 romanul a fost publicat în limba română la  editura Nemira în colecția Nautilus (nr. 99), lucrarea fiind tradusă de Delia Ivănescu.

## Intriga
Povestea începe atunci când Duncan Reid, un arhitect american aflat în vacanță alături de soția sa pe o navă în Pacific, ajunge în mod inexplicabil să fie smuls din timpul său și aruncat  într-un alt timp, alături de alte trei persoane (din ere diferite: Erissa, Oleg Vladimirovici și Uldin), care au experimentat în mod clar același șoc. În apropierea lor se află un  aparat care emite un puternic câmp de forță. Duncan își dă seama că acesta este o mașină a timpului din viitorul îndepărtat care a experimentat un fel de anomalie energetică în timpul călătoriei sale, o ruptură în spațiu-timp care a atras accidental patru oameni împreună din timpuri diferite  într-un loc și timp nedeterminat.
Înarmat cu aceste cunoștințe sumare, plus o cască care permite tuturor să înțeleagă limba celuilalt, Reid realizează că se află pe coasta mediteraneană a Egiptului, undeva în anii 4000 î.Hr. Dar ceea ce îl uimește cu adevărat este faptul că Erissa crede că Duncan este un fel de zeu și că ea pretinde că vine dintr-un loc numit Atlantida! Erissa pare să fi călătorit cel mai putin în timp și pretinde că-și amintește tragedia care a lovit acest oraș legendar. 
Cei patru ajung apoi la curtea lui Egeu și a fiului său Tezeu.

## Personaje
- Duncan Reid, arhitect american
- Erissa, preoteasă-vrăjitoare
- Oleg Vladimirovici, negustor rus din Evul Mediu, din timpul  lui Iaroslav I cel Înțelept
- Uldin, mic șef hun din secolul al IV-lea

## Vezi și
- Lista volumelor publicate în Colecția Nautilus